# Paola Barbato
Paola Barbato (Milán, 18 de junio de 1971) es una novelista e historietista italiana, colaboradora de Dylan Dog.

## Biografía
Pasó su infancia en Desenzano del Garda.
Con su novela “Manos desnudas”, ganó el Premio Scerbanenco en 2008.
Tiene tres hijas con su marido, el también historietista y presentador radiofónico Matteo Bussola.

### Novelas
- Bilico (2006)
- Mani nude (2008)
- Il filo rosso (2010)